# Apticità

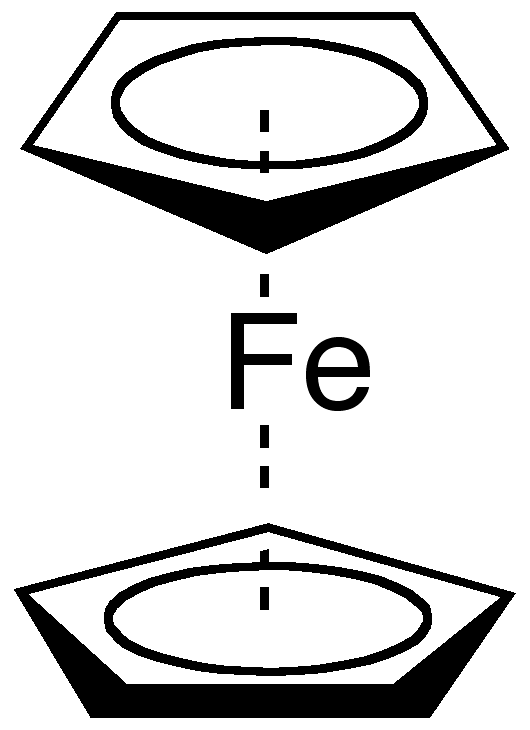
Il ferrocene contiene due leganti η^{5}-ciclopentadienile

Il termine apticità (derivato dal greco ἅπτω hàpto, afferrare, legare) viene usato in chimica di coordinazione per descrivere come un gruppo di atomi contigui di un legante si coordina ad un atomo centrale. Il termine si usa in genere con leganti che contengono sistemi π estesi, o quando un'interazione agostica non è evidente dalla formula. 
L'apticità di un legante si indica con la notazione ηn, contenente la lettera greca η ('eta', in corsivo), come simbolo, e con n ad esponente, il quale indica il numero di atomi contigui del legante che sono legati al metallo. La figura seguente illustra diversi modi di coordinazione del ciclopentadienile rispetto a un metallo generico (M). I termini η5, η3 e η1  si leggono rispettivamente come pentaapto, triapto  e monoapto.

## Storia
A metà degli anni cinquanta apparve chiara la necessità di un'ulteriore nomenclatura per i composti organometallici, dopo che Dunitz, Orgel e Rich avevano determinato tramite diffrazione dei raggi X la struttura del composto a sandwich ferrocene, dove il metallo è posto tra due leganti arenici paralleli tra loro. Cotton coniò in seguito il termine apticità (derivato dal greco haptein, legare) proponendo di anteporre la notazione ηn al nome dell'olefina per indicare il numero di atomi contigui legati al metallo. La notazione di apticità fu poi estesa a tutti i possibili leganti, senza limitarsi a leganti organici. 
Alcuni composti storicamente importanti dove la coordinazione di leganti richiede la notazione dell'apticità sono i seguenti:
- Ferrocene - bis(η5-ciclopentadienil)ferro(II)
- Uranocene - bis(η8-1,3,5,7-cicloottatetraenil)uranio(IV)
- W(CO)3(PPri3)2(η2-H2 ) - il primo composto sintetizzato contenente il legante diidrogeno.[6][7]
- IrCl(CO)[P(C6H5)3]2(η2-O2) - il composto che si forma reversibilmente per ossigenazione del complesso di Vaska.

## Variazioni di apticità
L'apticità di un legante può variare durante una reazione. Ad esempio nella seguente reazione redox un anello η6-benzene diventa η4-benzene:
Variazioni di apticità possono aver luogo durante una reazione di sostituzione:
Qui un legante η5-ciclopentadienile diventa η3-ciclopentadienile, lasciando spazio sul metallo per coordinare un altro legante a 2 elettroni, L. Dopo la rimozione di un legante CO il ciclopentadienile dona altri due elettroni e ridiventa η5-ciclopentadienile. Anche il cosiddetto effetto indenile coinvolge variazioni di apticità.

## Apticità e denticità
L'apticità non deve essere confusa con la denticità, che si applica a leganti polidentati coordinati ad un atomo centrale tramite atomi donatori non contigui. Se si vuole (o se è necessario) specificare la denticità, gli atomi che si coordinano sono identificati dalla notazione κn. Ad esempio quando il 1,2-Bis(difenilfosfino)etano (Ph2PCH2CH2PPh2) si coordina a NiCl2, secondo le regole di nomenclatura il nome del complesso che si forma è dicloro[etano-1,2-diilbis(difenilfosfano)-κ2P]nickel(II). Quando gli atomi coordinati sono contigui si usa invece la notazione η. Ad esempio secondo le regole di nomenclatura il dicloruro di titanocene è diclorobis(η5-2,4-ciclopentadienil)titanio.
| Legante polidentato | Legante poliapto |
| ------------------- | ---------------- |
|                     |                  |

## Apticità e flussionalità
Molecole con leganti ad apticità multipla sono spesso flussionali, o detto altrimenti stereochimicamente non rigidi. I complessi organometallici di questo tipo appartengono per lo più a due categorie:
- Caso 1, tipicamente quando il valore dell'apticità è minore del numero di atomi carbonio sp2. In tale situazione il metallo spesso migra da un carbonio all'altro, senza che l'apticità vari. Ad esempio, in (η5-C5H5)Fe( η1-C5H5)(CO)2 il legante η1-C5H5 si riarrangia rapidamente in soluzione in modo tale che il Fe si lega alternativamente ad ogni carbonio del legante η1-C5H5. Questa reazione è degenere, e nel gergo della chimica organica è un esempio di trasposizione sigmatropica.
- Caso 2, tipicamente in complessi con leganti ciclici con il massimo valore di apticità. In questo caso i leganti tendono a ruotare. Un esempio famoso è il ferrocene, Fe(η5-C5H5)2, dove gli anelli ciclopentadienilici ruotano attorno all'asse principale della molecola superando una piccola barriera energetica. La rotazione dei due anelli spiega, tra l'altro, perché si possa isolare un solo isomero di Fe(η5-C5H4Br)2. In questo caso, il rotameri non sono necessariamente degeneri, ma le barriere rotazionali hanno basse energie di attivazione.

## Numero di elettroni donati da leganti π a seconda della apticità
| Legante                                           | Elettroni donati (conteggio neutrale) | Elettroni donati (conteggio ionico) |
| ------------------------------------------------- | ------------------------------------- | ----------------------------------- |
| η1-Allile                                         | 1                                     | 2                                   |
| η3-Allile ciclopropenile                          | 3                                     | 4                                   |
| η3-Allenile                                       | 3                                     | 4                                   |
| η2-Butadiene                                      | 2                                     | 2                                   |
| η4-Butadiene                                      | 4                                     | 4                                   |
| η1-ciclopentadienile                              | 1                                     | 2                                   |
| η3-ciclopentadienile                              | 3                                     | 4                                   |
| η5-ciclopentadienile pentadienile cicloesadienile | 5                                     | 6                                   |
| η2-Benzene                                        | 2                                     | 2                                   |
| η4-Benzene                                        | 4                                     | 4                                   |
| η6-Benzene                                        | 6                                     | 6                                   |
| η7-Cicloeptatrienile                              | 7                                     | 6                                   |
| η8-Cicloottatetraene                              | 8                                     | 10                                  |